# Saki Nakajima (doppiatrice)
Saki Nakajima (中島 沙樹?, Nakajima Saki; Prefettura di Saitama, 1º settembre 1978) è una doppiatrice giapponese di anime e videogiochi.

## Doppiaggio

### Anime
- Duel Masters (2002): Mimi Tasogare
- Bleach (2004): Chizuru Honshō
- Tokyo Mew Mew - Amiche vincenti (2004): Strawberry Momomiya / Mew Berry
- MÄR (2005): Dorothy
- To Heart 2 (2005): Karin Sasamori
- Strawberry Panic! (2006): Chikaru Minamoto
- Blue Dragon (2007): Bouquet
- Getsumen to heiki Miina (2007): Tsutsuji Sanae / Miina Satsuki
- Hayate no gotoku! (2007): Saki Kijima
- Deltora Quest (2007): Tira
- Live-On: scegli la tua carta! (2008): Nozomu Mukogawa
- Ore-tachi ni tsubasa wa wai (2011): Ai Kōda
- To Heart 2: Dungeon Travelers (2012): Karin Sasamori
- Daitoshokan no Hitsujikai (2014): Maho Mochizuki
- Tokyo Mew Mew new (2023): Sakura Momomiya

### Drama CD
- Minami Kamakura High School Girls Cycling Club (2017): Fuyune Kamikura

### Videogiochi
- To Heart 2 (2004): Karin Sasamori
- Mega Man Zero 4 (2005): Sol Titanion
- Trapt (2005): Allura
- Suikoden V (2006): Faylen / Isabel / Lelei
- Mega Man ZX (2006): Sol Titanion
- Ore-tachi ni tsubasa wa wai: Prelude (2008): Ai Kōda
- Star Ocean: Second Evolution (2008): Celine Jules
- To Heart 2: Another Days (2008): Karin Sasamori
- Ore-tachi ni tsubasa wa wai: Under the Innocent Sky (2009): Ai Kōda
- AquaPazza: AquaPlus Dream Match (2011): Azusa Kashiwagi
- Eiyuu Senki: The World Conquest (2012): William Kidd / Alexander
- Daitoshokan no Hitsujikai (2013): Maho Mochizuki
- Dream Club Gogo (2014): Ōka
- Sen no Hatō, Tsukisome no Kōki (2016): Hotori Inō
- IxSHE Tell (2018): Shiori Hanamori
- Love Clear (2019): Ritsu Misumi
- Star Ocean: The Second Story R (2023): Celine Jules